# Baltasar Escrivá de Híjar
Baltasar Escrivá de Híjar y Monsoriu (Valencia; 9 de junio de 1673-31 de enero de 1738) III conde de la Alcudia, V conde de Gestalgar y XI barón de Estivella, entre otros títulos, fue un destacado aristócrata valenciano, notable erudito y dos veces virrey del reino de Mallorca.

## Biografía
Segundo hijo de Onofre Vicente Escrivá de Híjar y de Francisca Felipa de Monsoriu y Mompalau, heredó el condado de la Alcudia a la muerte de su padre (1688) y fue declarado señor del patrimonio paterno por el justicia civil el 14 de febrero de 1689.
Culto y con inquietudes humanísticas y científicas como su padre, en 1690 fundó en su palacio una nueva Academia de Valencia presidida por Josep Ortí y Moles; además, aumentó la biblioteca de su progenitor con nuevas obras, entre las cuales mostró predilección por la historia. Con esto daba continuidad al mecenazgo del anterior conde de la Alcudia.  
Durante un tiempo se estableció en la Corte de la monarquía, donde fue mayordomo y gentilhombre de cámara de Carlos II. Durante el periodo de residencia en Madrid, en 1697 se casó con María Ana Bracamonte, noble castellana y dama de la reina Mariana de Neoburgo.
El 5 de junio de 1704 fue nombrado virrey y capitán general del reino de Mallorca por Felipe V, en el contexto de la Guerra de Sucesión. Durante su mandato, la llegada de una escuadra anglo-holandesa a la isla de Mallorca el 24 de septiembre de 1706, alentó a la población, que se levantó en favor del archiduque Carlos de Austria. Aislado y sin posibilidades de defensa, tuvo que capitular el día 28 de septiembre frente a los austracistas. Inmediatamente después, fue expulsado a la Península, llegando al puerto almeriense el 12 de octubre de 1706. A pesar de esto, Felipe V renovó la confianza en Escrivá de Híjar y el 22 de junio de 1707 le confirmó en el cargo de virrey de Mallorca, que ejerció nominalmente hasta 1709. Ese mismo año se produjo la muerte de su madre, Francisca Felipa. En consecuencia, don Baltasar heredaba el condado de Gestalgar y el resto de posesiones nobiliarias de los vínculos de los Mompalau y Monsoriu. 
Próximo a la muerte y sin hijos, don Baltasar ordenó su testamento el 22 de enero de 1738, declarando heredera usufructaria de sus dominios a su esposa María Ana Bracamonte, pero sin designar ningún heredero universal. Por eso, tras la muerte de María Ana Bracamonte (1742), los tribunales resolvieron la sucesión en favor de su sobrino Joaquín de Castellví y Escrivá de Híjar, conde de Carlet.

## Variabilidad del nombre
La variabilidad en los nombres es un rasgo general de la época, sobre todo entre aristócratas, y se encontraba en función de los documentos, según se refiriesen a unos u otros dominios, o de la adecuación al contexto. Otro factor de variabilidad es la frecuente castellanización de la antroponimia, que al producirse sin criterios definidos resulta extrema en el caso de «Híjar», que presenta morfologías muy dispares: Híjar, Íxar, Íxer, etc. Además de esto, este aristócrata firmaba o se identificaba destacando el parentesco, propio y de su esposa (pero en todo caso, lejano) con la casa real portuguesa, con lo cual solía resaltar el apellido «de Portugal», escribiendo Baltasar Íxar de Portugal, Baltasar Cristóbal Íxar de Portugal u otras variantes.